# إم بي سي 2
إم بي سي 2 (بالإنجليزية: MBC 2)‏ هي قناة تلفزيونية سعودية وهي إحدى قنوات مركز تلفزيون الشرق الأوسط المملوكة لرجل الأعمال السعودي وليد الإبراهيم، أُطلقت في عام 2003 كوجهة رئيسية لعشاق أفلام هوليوود، حيث تقدم مجموعة متنوعة من الأفلام الهوليوودية الرائجة، إلى جانب الأعمال السينمائية الكلاسيكية الخالدة والإصدارات الجديدة المميزة. توفر القناة تجربة سينمائية فريدة تلبي مختلف الأذواق، بدءًا من أفلام المغامرات المليئة بالتشويق، مرورًا بأفلام الأكشن، ووصولًا إلى الأعمال الحائزة على جوائز عالمية، بالإضافة إلى الأفلام الرومانسية وغيرها.
فيما يتعلق بالبرامج، يُعد برنامج سكوب مع ريا من أبرز البرامج المرتبطة بـ MBC2. تأخذ المذيعة الشهيرة ريا أبي راشد المشاهدين في رحلة شيقة إلى عالم هوليوود الساحر، مع تسليط الضوء على أبرز ما تقدمه السينما العربية. وقد نجح البرنامج في إبقاء الجمهور على تواصل مستمر مع أحدث مستجدات عالم السينما العالمية والعربية، حيث يغطّي الفعاليات البارزة على السجادة الحمراء، العروض الأولى للأفلام، بالإضافة إلى جوائز مرموقة ومهرجانات سينمائية عالمية مثل مهرجان كان السينمائي الدولي، وجائزة إيمي، وأيضًا المهرجانات العربية الكبرى مثل جوائز صناع الترفيه، مهرجان البحر الأحمر السينمائي الدولي، ومهرجان القاهرة السينمائي الدولي.